# الصميعة
الصميعة قرية مغربية أمازيغية شمال المملكة، تنتمي إلى إقليم تازة الساحلي، شرقي مدينة فاس، تضم بلدة الصميعة 8.099 نسمة (إحصاء 2004).